# Bélapátfalva
Bélapátfalva je vas na Madžarskem, ki upravno spada pod podregijo Bélapátfalvai Županije Heves.